# Нікола Ракітін
Нікола Ракітін (болг. Никола Ракитин; нар. 6 червня 1885, Трудовець — пом. 2 травня 1934, Реброво, Болгарія) — болгарський поет.

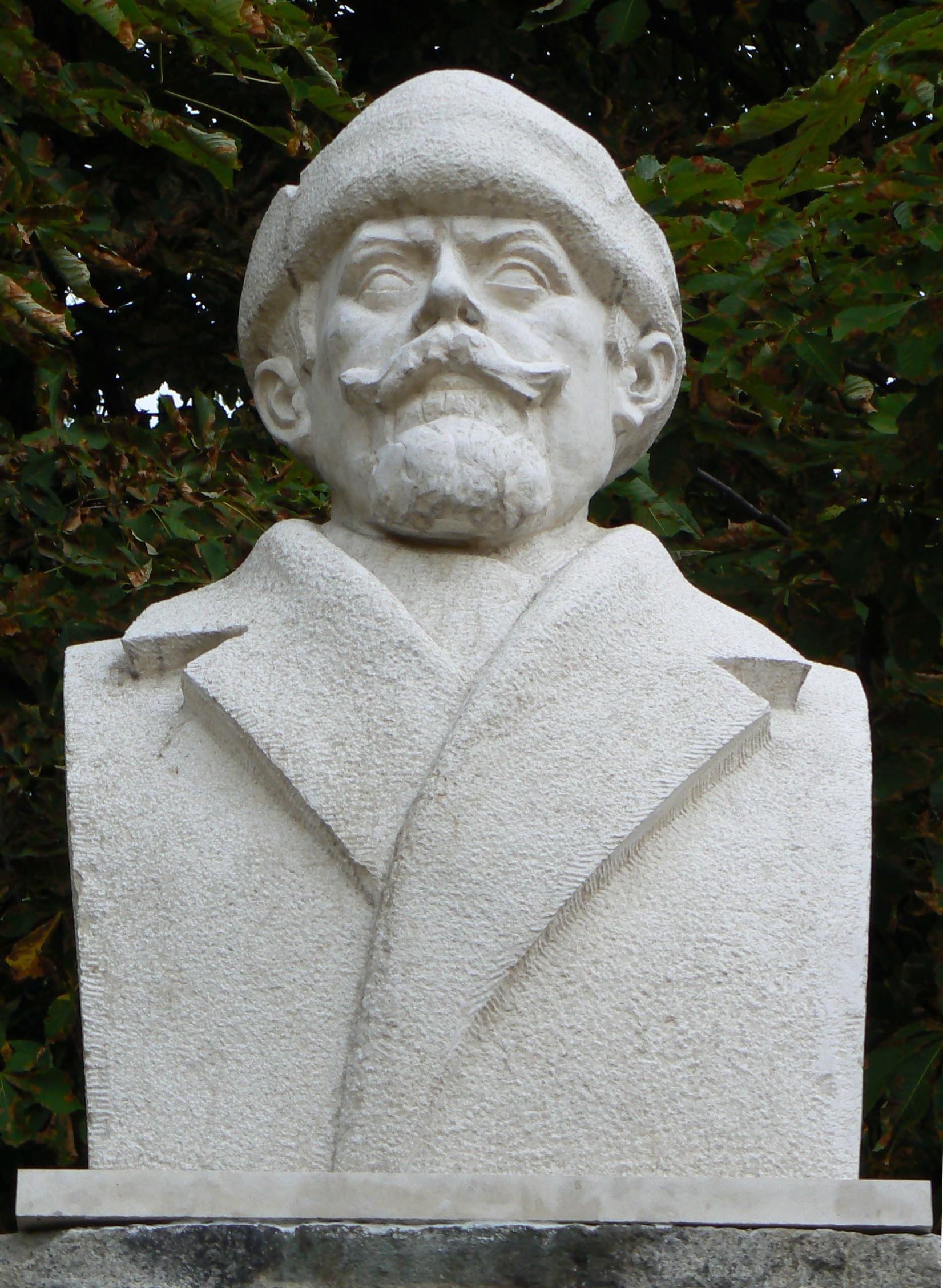
Пам'ятник Ніколи Раткіна в селі Трудовець

## Біографія
Народився 6 червня 1885 року в селі Лажане поблизу Софії. Закінчив слов'янську філологію в Софійському університеті (1908). Брав участь у Першій світовій війні.
Працював учителем у Плевені (1908-1933). Директор Музею військово-історичного мистецтва у Плевені (1933–1934). Невдовзі його несправедливо звинувачують у зникненні цінностей з музею, Ракітін наклав на себе руки 2 травня 1934 року, кинувшись з поїзда в тунелі.
Самогубство Ракітіна широко висвітлювалось в пресі, так як в усьому звинувачували керівництво Міністерства оборони. Ця подія також пов'язана зі звільненням міністра оборони Александра Кісьова кілька днів по тому.

## Творчість
Вперше був надрукований в 1906 році в журналі болг. «Демократически преглед». Поезія Ракитіна в основному пейзажна. Його колекція віршів «Размирни години» — це протест проти війни та насильства над людиною. Співпрацював з журналами «Българска сбирка», «Просвета», «Съвременна мисъл», «Листопад», «Златорог», «Българска мисъл» та газетою «Светлоструй».
- «Под цъфналите вишни» (1909)
- «Животът може би е сън» (1911)
- «Беглец» (1914)
- «Размирни години» (1919)
- «Преди да съмне» (1920)
- «Златни нишки» (1922)
- «Родното село» (1922)
- «В тишината на далечния град» (1923)
- «Васил Левски» (1923)
- «Жената и морето» (1923)
- «Мургаш» (1923)
- «На една струна»
- «Освободеният Прометей» (1923)
- «Лес» (1924)
- «Дарове на Балкана» (1932)
- «Капят листата» (1933)
- «Русалска поляна» (розповіді, 1938)